# Ilha Grande
Ilha Grande (« grande île » en français) est une île située au large des côtes de l'État de Rio de Janeiro, au Brésil. Nommée Ipaum Guaçu par les Tamoios et Tupinambas, elle fait partie de la municipalité d'Angra dos Reis et reste largement sous-développée. Le plus grand village de l'île s'appelle le Vila do Abraão et compte environ 3 000 habitants. Les natifs d'Ilha Grande sont appelés les badjecos, caiçaras ou encore ilhéus.
En 2020, la population totale de l'île était estimée à 9 457 habitants selon les données de l'Institut brésilien de géographie et de statistiques (IBGE). Possédant une superficie de 193 km2, Ilha Grande est aujourd'hui une destination touristique populaire connue pour sa beauté pittoresque, ses plages tropicales préservées, sa végétation luxuriante et ses paysages accidentés.

## Histoire
En 1903, profitant de son isolement insulaire, le gouvernement brésilien décide de construire sur l'île la grande prison à haute sécurité de Dois Rios pour les grands criminels. Cet établissement a ensuite cessé son activité en 1994, année où l'île s'est tournée rapidement vers le tourisme.

## Géographie
Ilha Grande mesure environ 29 kilomètres de long pour 11,8 kilomètres de large. Elle se trouve à 150 kilomètres de Rio de Janeiro et 390 kilomètres de São Paulo. Elle possède plusieurs îlots avoisinants et bénéficie également d’innombrables plages ainsi que de chutes d'eau et de lagons. Les points culminants de l'île sont le Pico da Pedra D'Água avec 1 031 mètres d'altitude et le Pico do Papagaio qui atteint 987 mètres.
La ville principale et chef-lieu de l'île est le Vila do Abraão, avec environ 3 000 habitants. Ce village concentre la plupart des infrastructures de l'île, telles que le centre de santé, l'école primaire, le bureau de poste et des détachements de la brigade de pompiers et de la police militaire. Le Vila do Abraão fait partie de la municipalité de Angra dos Reis.

## Faune et flore
Ilha Grande est l'un des vestiges les plus intacts de la forêt tropicale humide atlantique du Brésil, faisant de ce dernier l'un des écosystèmes les plus riches du monde. En tant que point chaud pour la biodiversité et la conservation, l'île abrite certaines des plus grandes populations restantes ainsi que de nombreuses espèces en voie de disparition comprenant le coracine ignite (Pyroderus scutatus), le hurleur brun (Alouatta guariba), le paresseux à crinière (Bradypus torquatus), l'amazone à sourcils rouges (Amazona rhodocorytha) ou encore le caïman à museau large (Caiman latirostris).
Les mers autour de l'île, qui sont également protégées, présentent une convergence unique de la vie marine tropicale, subtropicale et tempérée. Elles sont les seules eaux au monde où il est possible de voir des coraux et des poissons tropicaux comprenant des requins (Selachimorpha), des tortues marines (Chelonioidea), des manchot de Magellan (Spheniscus magellanicus) et des cétacés tels que la baleine franche australe (Eubalaena australis), la baleine à bosse (Megaptera novaeangliae), le rorqual de Bryde (Balaenoptera edeni), l'orque (Orcinus orca) ou encore le dauphin.
Les îles sont contenues dans la zone de protection de l'environnement de Tamoios (Área de Proteção Ambiental de Tamoios) de 12 400 hectares créée en 1982. L'île (et l'APA de Tamoios) contient la réserve de développement durable d'Aventureiro (Reserva de Desenvolvimento Sustentável do Aventureiro) créée en 2014 à partir de l'ancien parc national marin d'Aventureiro, qui a été intégrée à la réserve biologique de Praia do Sul (Reserva Biológica Estadual da Praia do Sul). 62,5 % de l'île est couverte par le parc d'État d'Ilha Grande (Parque Estadual da Ilha Grande), soit un total de 87 % de l'île protégée.

## Industrie du tourisme
Pour préserver ce dernier bastion de forêt tropicale humide atlantique de l'État de Rio de Janeiro, de nouvelles lois sont respectées concernant l'urbanisme et autres impacts de l'anthropisation sur cet écosystème rare. L'île entière est une zone protégée, avec la plupart de son territoire inclus dans le parc d'État d'Ilha Grande (Parque Estadual da Ilha Grande), et le reste soumis à des restrictions de développement rigoureuses. L'écotourisme à petite échelle est encouragé et l'île, qui est dépourvue de routes et inaccessible pour les voitures - à l'exception du véhicule de secours -, propose plus de 150 kilomètres de sentiers de randonnée reliant la poignée de villages et hameaux côtiers. Des hébergements ont été mis à disposition à proximité de plusieurs des 100 plages préservées de l'île. L'une des activités les plus populaires pour les visiteurs est de se rendre à la plage de Lopes Mendes, à environ deux heures de marche de Vila do Abraão. Les agences de voyages proposent désormais des excursions touristiques pour découvrir les différentes plages, les sentiers de montagne et les cascades de l'île. La plupart des installations pour les visiteurs et le siège du parc sont situés à Vila do Abraão. Le village peut être atteint depuis le continent par des ferries et des catamarans.
Le 1er janvier 2010, des glissements de terrain dévastateurs ont tué au moins 19 personnes sur l'île.

## Galerie

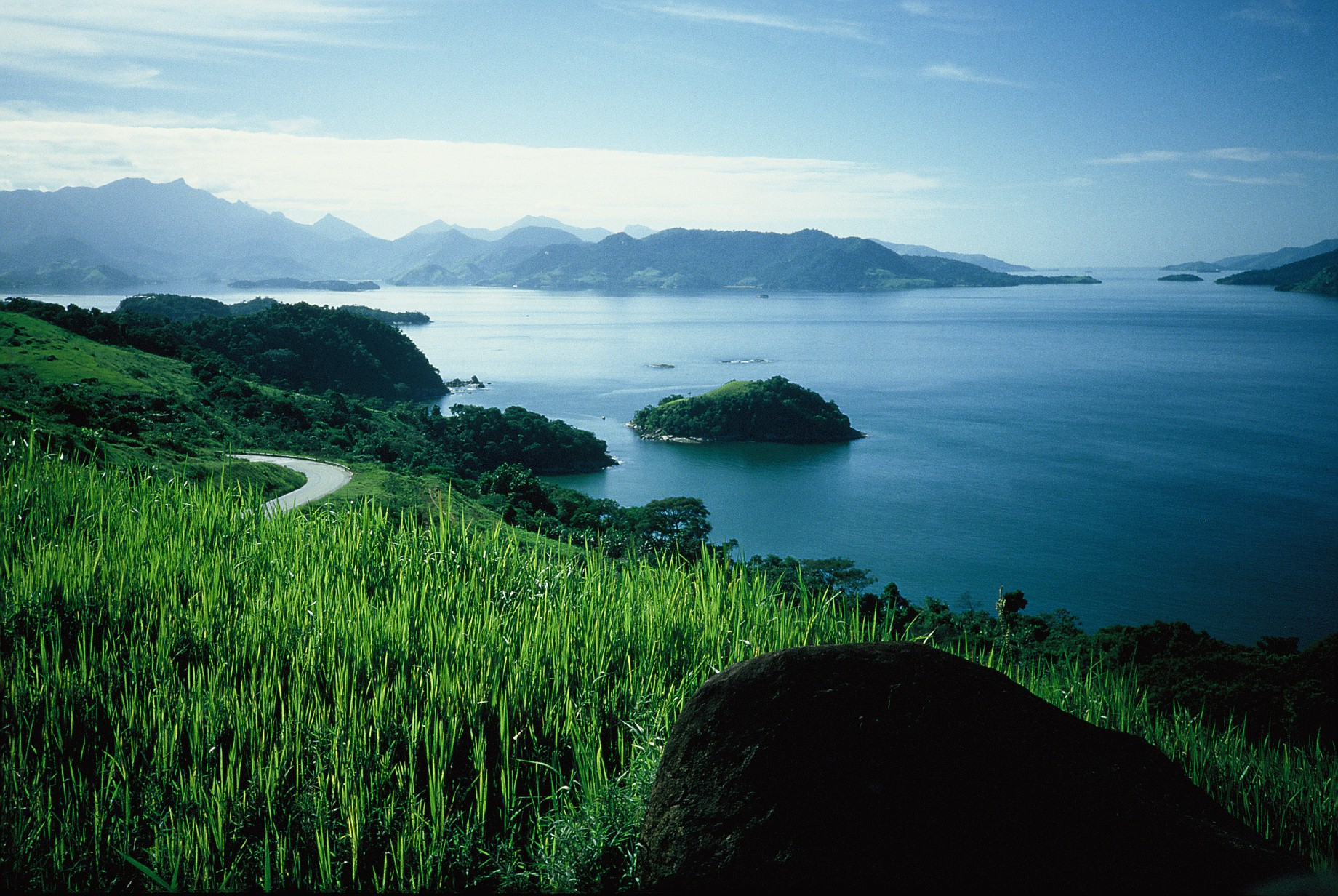
Vue de Ilha Grande depuis la partie continentale
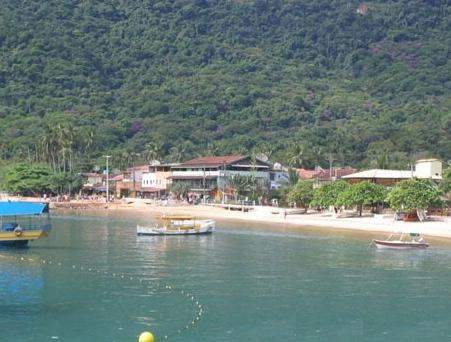
Chef-lieu de l'île : Vila do Abraão
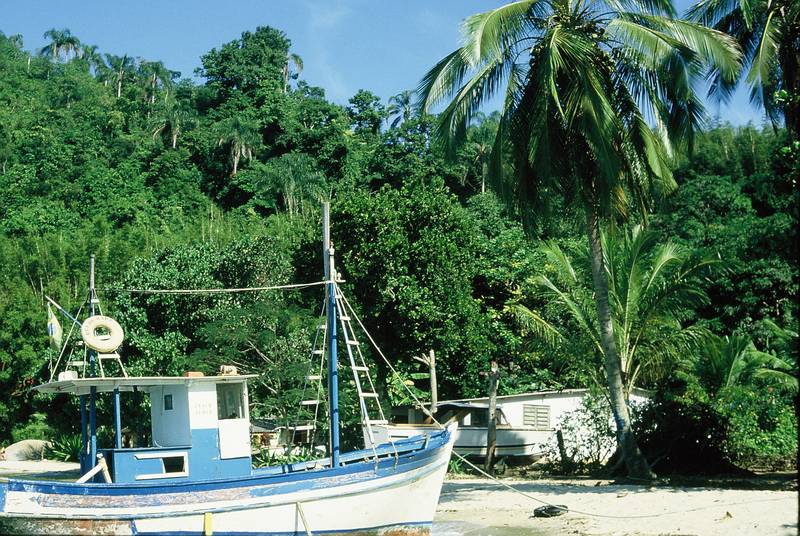
Village de pêche dans le parc naturel d'Ilha Grande
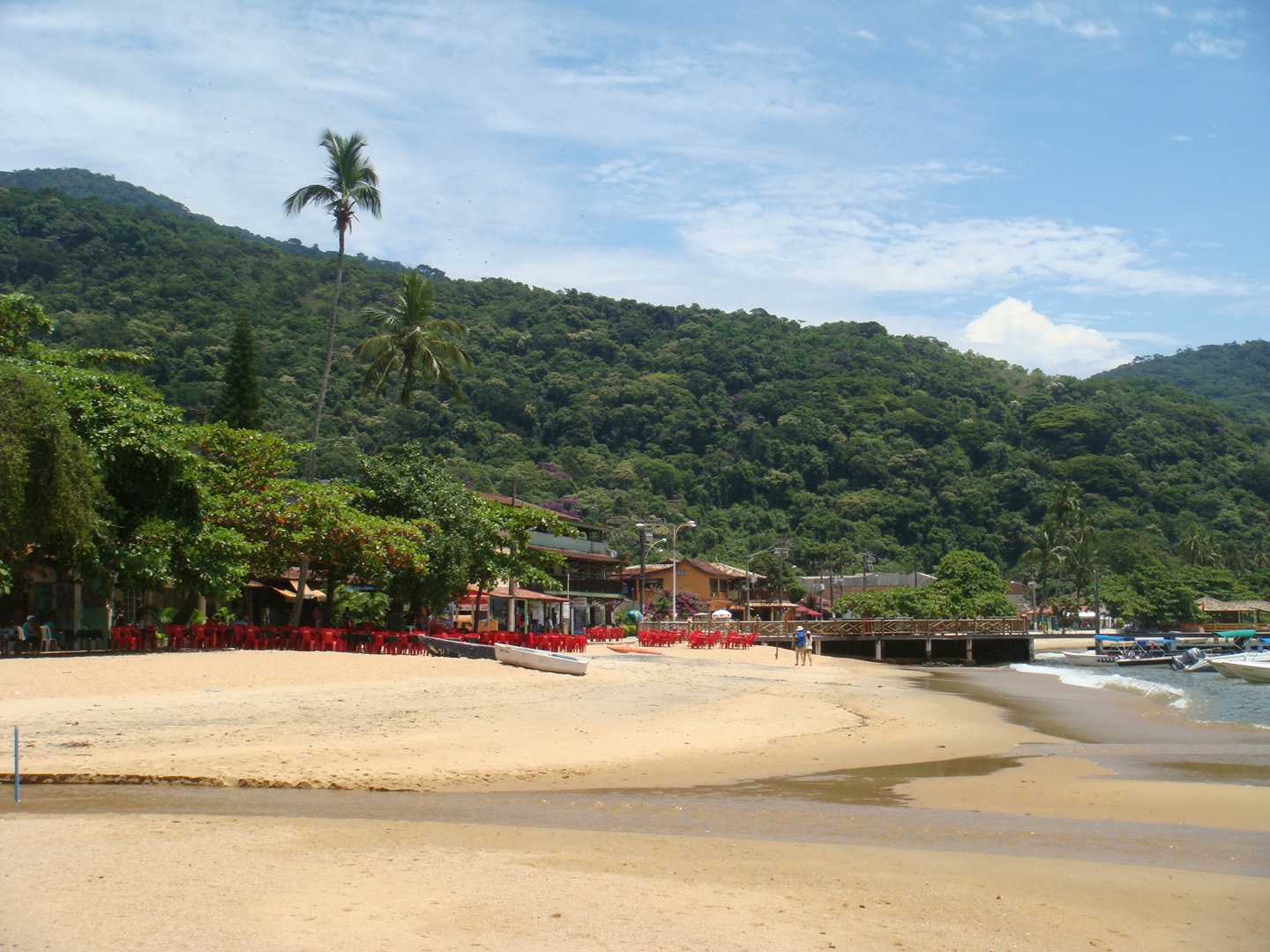
Plage de Vila do Abraão
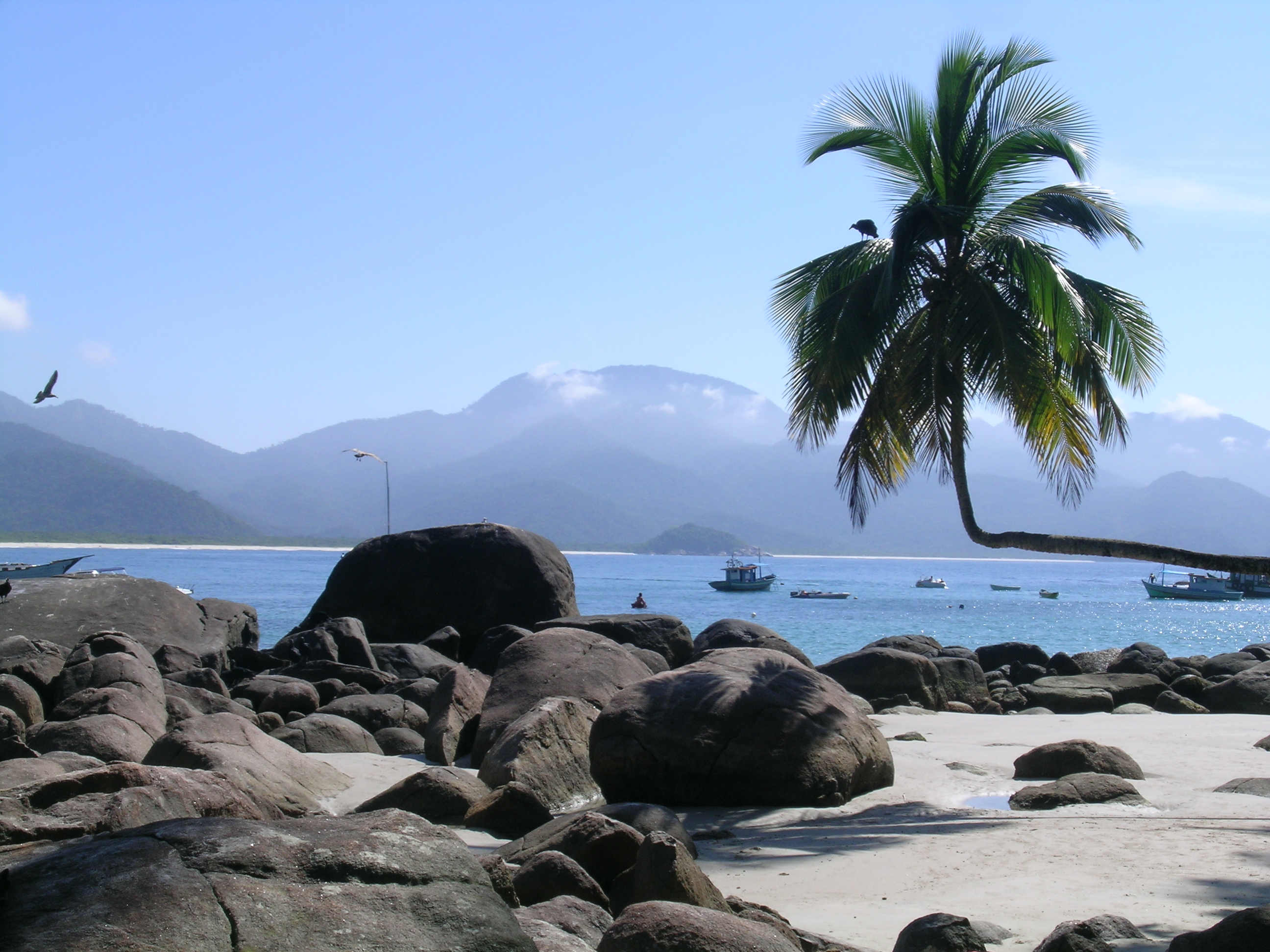
Plage Aventureiro
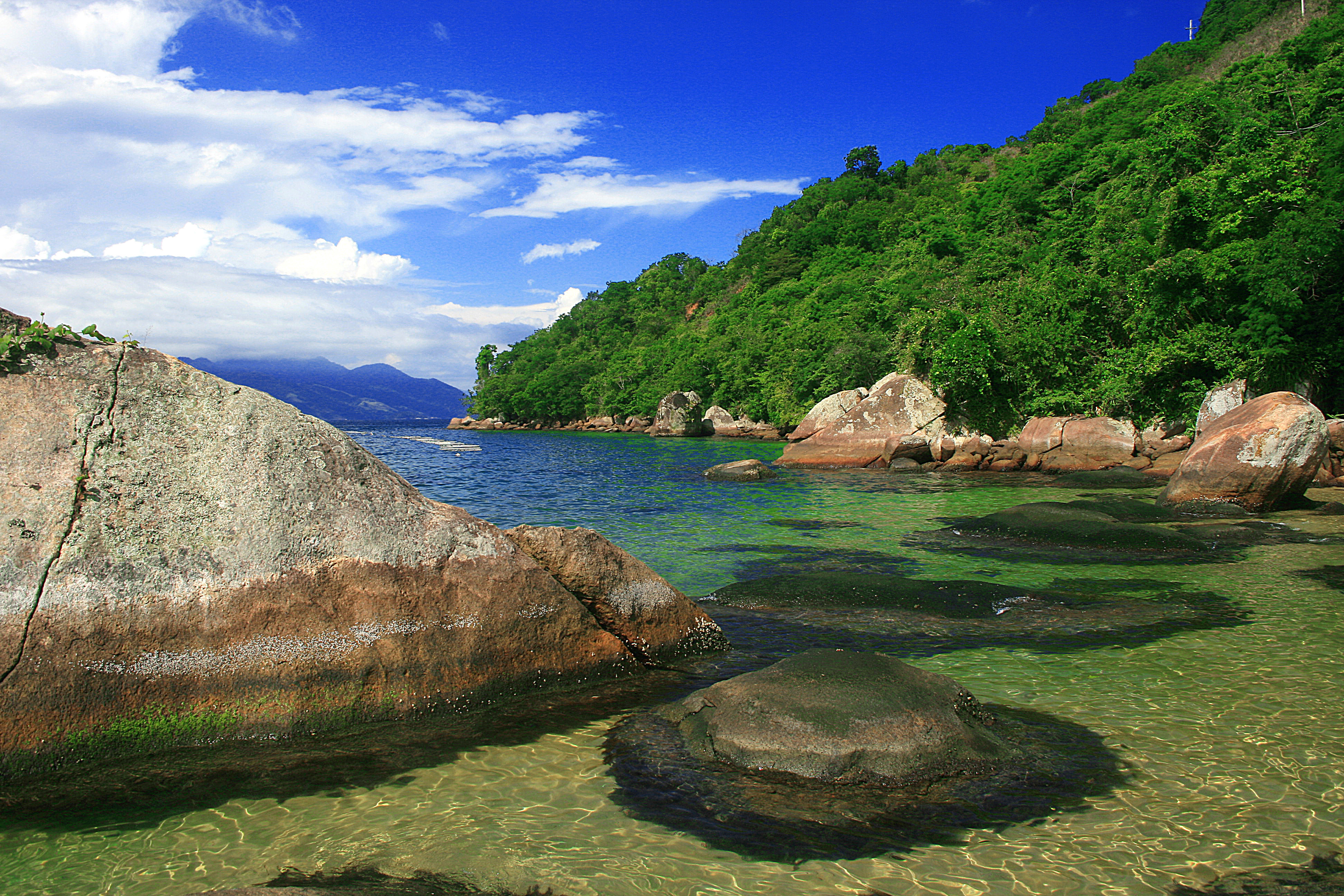
Plage Feiticeira

## Patrimoine mondial
Le 5 juillet 2019, Ilha Grande et la ville de Paraty ont été inscrites au patrimoine mondial de l'Organisation des Nations unies pour l'éducation, la science et la culture (UNESCO).